# Branchinecta hiberna
Branchinecta hiberna är en kräftdjursart som beskrevs av Rogers och Fugate 200. Branchinecta hiberna ingår i släktet Branchinecta och familjen Branchinectidae. Inga underarter finns listade.